# يانغشون
يانغشون (بالصينية: 阳春市) هي مدينة من مدن الصين. يبلغ عدد سكانها 849504 نسمة حسب إحصائيات سنة 2010. تبلغ مساحتها 4055 كم².

## المناخ
يظهر الجدول التالي التغييرات المناخية على مدار السنة ليانغشون:
| البيانات المناخية لـيانغشون                      | البيانات المناخية لـيانغشون | البيانات المناخية لـيانغشون | البيانات المناخية لـيانغشون | البيانات المناخية لـيانغشون | البيانات المناخية لـيانغشون | البيانات المناخية لـيانغشون | البيانات المناخية لـيانغشون | البيانات المناخية لـيانغشون | البيانات المناخية لـيانغشون | البيانات المناخية لـيانغشون | البيانات المناخية لـيانغشون | البيانات المناخية لـيانغشون | البيانات المناخية لـيانغشون |
| الشهر                                            | يناير                       | فبراير                      | مارس                        | أبريل                       | مايو                        | يونيو                       | يوليو                       | أغسطس                       | سبتمبر                      | أكتوبر                      | نوفمبر                      | ديسمبر                      | المعدل السنوي               |
| ------------------------------------------------ | --------------------------- | --------------------------- | --------------------------- | --------------------------- | --------------------------- | --------------------------- | --------------------------- | --------------------------- | --------------------------- | --------------------------- | --------------------------- | --------------------------- | --------------------------- |
| الدرجة القصوى °م (°ف)                            | 28.6 (83.5)                 | 29.4 (84.9)                 | 30.1 (86.2)                 | 33.1 (91.6)                 | 35.1 (95.2)                 | 36.9 (98.4)                 | 37.4 (99.3)                 | 38.4 (101.1)                | 37.4 (99.3)                 | 33.4 (92.1)                 | 33.9 (93.0)                 | 30.0 (86.0)                 | 38.4 (101.1)                |
| متوسط درجة الحرارة الكبرى °م (°ف)                | 19.7 (67.5)                 | 18.9 (66.0)                 | 22.0 (71.6)                 | 26.1 (79.0)                 | 29.8 (85.6)                 | 31.5 (88.7)                 | 32.4 (90.3)                 | 32.7 (90.9)                 | 31.5 (88.7)                 | 29.0 (84.2)                 | 25.4 (77.7)                 | 21.6 (70.9)                 | 26.7 (80.1)                 |
| المتوسط اليومي °م (°ف)                           | 14.8 (58.6)                 | 15.3 (59.5)                 | 18.7 (65.7)                 | 22.7 (72.9)                 | 25.9 (78.6)                 | 27.7 (81.9)                 | 28.3 (82.9)                 | 28.1 (82.6)                 | 26.9 (80.4)                 | 24.2 (75.6)                 | 20.0 (68.0)                 | 16.0 (60.8)                 | 22.4 (72.3)                 |
| متوسط درجة الحرارة الصغرى °م (°ف)                | 11.5 (52.7)                 | 12.9 (55.2)                 | 16.3 (61.3)                 | 20.4 (68.7)                 | 23.3 (73.9)                 | 25.0 (77.0)                 | 25.4 (77.7)                 | 25.2 (77.4)                 | 23.9 (75.0)                 | 20.8 (69.4)                 | 16.3 (61.3)                 | 12.2 (54.0)                 | 19.4 (67.0)                 |
| أدنى درجة حرارة °م (°ف)                          | 1.8 (35.2)                  | 3.5 (38.3)                  | 4.1 (39.4)                  | 9.8 (49.6)                  | 14.6 (58.3)                 | 18.9 (66.0)                 | 21.6 (70.9)                 | 22.6 (72.7)                 | 16.2 (61.2)                 | 10.8 (51.4)                 | 4.9 (40.8)                  | 1.4 (34.5)                  | 1.4 (34.5)                  |
| الهطول مم (إنش)                                  | 41.9 (1.65)                 | 85.0 (3.35)                 | 84.5 (3.33)                 | 205.5 (8.09)                | 333.4 (13.13)               | 430.6 (16.95)               | 373.8 (14.72)               | 316.2 (12.45)               | 240.8 (9.48)                | 102.8 (4.05)                | 56.9 (2.24)                 | 30.8 (1.21)                 | 2٬302٫2 (90.65)             |
| متوسط الرطوبة النسبية (%)                        | 76                          | 83                          | 85                          | 86                          | 84                          | 85                          | 83                          | 83                          | 81                          | 76                          | 73                          | 71                          | 81                          |
| المصدر: China Meteorological Data Service Center |                             |                             |                             |                             |                             |                             |                             |                             |                             |                             |                             |                             |                             |